# Jakub Hanibal II. z Hohenemsu
Jakub Hanibal II. z Hohenemsu (německy Jakob Hannibal II. von Hohenems; 20. března 1595 – 10. dubna 1646) byl hrabě z jihoněmeckého šlechtického rodu Hohenemů a vojevůdce ve třicetileté válce.

## Život
Jakub Hanibal II. z Hohenemsu byl nejstarší syn Kašpara z Hohenemsu a jeho první manželky Eleonory Filipíny z Welspergu (1573–1614), dcery barona Kryštofa z rodu pánů z Welspergu, šlechtického rodu z dnešního Jižního Tyrolska. 
Jakub Hanibal II. z Hohenemsu během třicetileté války sloužil jako plukovník v armádě arcivévody Leopolda V.
Od prosince 1630 do konce února 1631 byl v doprovodu arcivévody Leopolda V., který vedl cestu z Innsbrucku přes Korutany do Terstu a odtud do Vídně. Účelem cesty bylo doprovodit dceru španělského krále Marii Annu Španělskou u příležitosti jejího sňatku s arcivévodou Ferdinandem III. Habsburským, pozdějším císařem Svaté římské říše. Z této doby se dochoval jeho obsáhlý popis cesty.  8. nebo 9. června 1632 byl s manželkou zajat Švédy. Byl převezen do Isny a poté do Ulmu.

### Manželství a rodina
Dne 30. června 1616 se Jakub Hanibal oženil s kněžnou Annou Sidonií Těšínskou (1598–1619). Anna Sidonie zemřela již dva roky po svatbě ve věku dvaceti let. Svému muži stihla porodit dceru Johanu, která zemřela v dětském věku.
Dne 7. prosince 1619 se Jakub Hanibal oženil podruhé. Jeho manžekou se stala hohenzollernská princezna Františka Kateřina z Hohenzollern-Hechingenu. Z tohoto manželství se narodili synové František Vilém I. z Hohenemsu a Karel Bedřich z Hohenemsu, pokračovatelé rodu Hohenemsů.